# El Muntalt
El Muntalt és una masia de Sant Hilari Sacalm (Selva) inclosa a l'Inventari del Patrimoni Arquitectònic de Catalunya. Edifici aïllat, situat als afores de Sant Hilari Sacalm, molt a prop de Santa Margarida de Vallors.

## Descripció
L'edifici principal, consta de planta baixa, pis i golfes, i està cobert per una teulada a doble vessant desaiguada als laterals. A la façana principal, a la planta baixa, hi ha la porta d'entrada en arc de llinda i al costat dret una finestra també en arc de llinda, totes dues amb llinda, brancals i ampit (la finestra) de pedra. Al costat de la porta, hi ha una font amb una pica de pedra.
Al pis, hi ha dues finestres, situades sobre les obertures de la planta baixa, amb llinda monolítica i brancals i ampit de pedra. A les golfes, hi ha dues finestres rectangulars verticals, força recents.
A la part posterior de la casa destaca una petita galeria amb dues obertures a la planta baixa i a les golfes, en arc rebaixat. Entorn a l'edifici, adossats i excepts, hi ha altres cossos.

## Història
Les primeres notícies sobre el mas són de l'any 1183. En els documents es parla de l'existència de dos masos, el Muntalt de Jussà i el superior del Muntalt que el 1368 s'uniren en un de sol que també consta en un fogatge de l'any 1553.
L'edifici actual seria bàsicament fruit d'una reforma del segle xvii amb modificacions dels segles XIX i XX.